# W. J. Stokvis
W. J. Stokvis war ein niederländischer Importeur und Hersteller von Automobilen.

## Unternehmensgeschichte
Das Unternehmen aus Arnhem importierte Automobile in die Niederlande. Zwischen 1900 und 1901 entstanden auch einige Exemplare eines eigenen Modells.

## Automobile

### Import
Das Unternehmen importierte Fahrzeuge von De Dion-Bouton, Daimler Motor Company sowie Panhard & Levassor und vertrieb sie als Stokvis-Dion Voiturettes, Stokvis-Daimler Rijtuigen und Stokvis-Panhard Rijtuigen.

### Stokvis Motorette
Das einzige eigene Modell namens Stokvis Motorette war ein Kleinwagen. Für den Antrieb sorgte ein Einzylindermotor von De Dion-Bouton mit 3 ½ PS Leistung. Die bauartbedingte Höchstgeschwindigkeit war mit 35 km/h angegeben. Der Preis betrug 1900 Niederländische Gulden für die dreisitzige Vis-à-vis-Ausführung. Daneben gab es ein viersitziges Tonneau.